# Negeta ochreoplaga
Negeta ochreoplaga är en fjärilsart som beskrevs av Bethune-Baker 1909. Negeta ochreoplaga ingår i släktet Negeta och familjen trågspinnare. Inga underarter finns listade i Catalogue of Life.